# Episodi di Arrow (terza stagione)
La terza stagione della serie televisiva Arrow è stata trasmessa in prima visione assoluta negli Stati Uniti d'America da The CW ed Premium Action, in lingua originale e con sottotitoli in italiano, dall'8 ottobre 2014 al 13 maggio 2015,
John Barrowman entra nel cast principale della serie, mentre Colton Haynes lascia il cast durante la stagione. Colin Donnell e Manu Bennett riappaiono come guest star.
In Italia, la stagione è stata trasmessa in anteprima assoluta e con un lieve ritardo rispetto agli Stati Uniti, dal 20 ottobre 2014 al 18 maggio 2015 su Premium Action, in lingua originale con sottotitoli in italiano. La versione doppiata è stata trasmessa in prima visione su Italia 1 dal 20 gennaio 2015 al 23 giugno 2015.
L'episodio 8, intitolato "Il coraggio e l'audacia", rappresenta il secondo crossover tra Arrow e The Flash.
L'antagonista principale di questa stagione è Ra's al Ghul, il cui sognificato del nome è "Testa del demone".
La stagione si distingue per il suo sviluppo narrativo e per l'introduzione di nuovi personaggi, che arricchiscono ulteriormente l'universo narrativo della serie.
| nº | Titolo originale                    | Titolo italiano                      | Prima TV USA     | Prima TV in Italia |
| -- | ----------------------------------- | ------------------------------------ | ---------------- | ------------------ |
| 1  | The Calm                            | Calma apparente                      | 8 ottobre 2014   | 20 gennaio 2015    |
| 2  | Sara                                | Sara                                 | 15 ottobre 2014  | 27 gennaio 2015    |
| 3  | Corto Maltese                       | Corto Maltese                        | 22 ottobre 2014  | 3 febbraio 2015    |
| 4  | The Magician                        | Il mago                              | 29 ottobre 2014  | 10 febbraio 2015   |
| 5  | The Secret Origin of Felicity Smoak | Le origini segrete di Felicity Smoak | 5 novembre 2014  | 17 febbraio 2015   |
| 6  | Guilty                              | Colpevole                            | 12 novembre 2014 | 24 febbraio 2015   |
| 7  | Draw Back Your Bow                  | Colpiti al cuore                     | 19 novembre 2014 | 3 marzo 2015       |
| 8  | The Brave and the Bold              | Il coraggio e l'audacia              | 3 dicembre 2014  | 10 marzo 2015      |
| 9  | The Climb                           | La scalata                           | 10 dicembre 2014 | 17 marzo 2015      |
| 10 | Left Behind                         | Rimasto indietro                     | 21 gennaio 2015  | 24 marzo 2015      |
| 11 | Midnight City                       | A mezzanotte                         | 28 gennaio 2015  | 31 marzo 2015      |
| 12 | Uprising                            | Il risveglio                         | 4 febbraio 2015  | 7 aprile 2015      |
| 13 | Canaries                            | Ritorno alle origini                 | 11 febbraio 2015 | 14 aprile 2015     |
| 14 | The Return                          | Il ritorno                           | 18 febbraio 2015 | 21 aprile 2015     |
| 15 | Nanda Parbat                        | Nanda Parbat                         | 25 febbraio 2015 | 28 aprile 2015     |
| 16 | The Offer                           | L'offerta                            | 18 marzo 2015    | 4 maggio 2015      |
| 17 | Suicidal Tendencies                 | Tendenze suicide                     | 25 marzo 2015    | 12 maggio 2015     |
| 18 | Public Enemy                        | Nemico pubblico                      | 1º aprile 2015   | 19 maggio 2015     |
| 19 | Broken Arrow                        | La fine di Arrow                     | 15 aprile 2015   | 26 maggio 2015     |
| 20 | The Fallen                          | La caduta                            | 22 aprile 2015   | 2 giugno 2015      |
| 21 | Al Sah-him                          | Al Sah-him                           | 29 aprile 2015   | 9 giugno 2015      |
| 22 | This Is Your Sword                  | Questa è la tua spada                | 6 maggio 2015    | 16 giugno 2015     |
| 23 | My Name Is Oliver Queen             | Il mio nome è Oliver Queen           | 13 maggio 2015   | 23 giugno 2015     |

## Calma apparente
- Titolo originale: The Calm
- Diretto da: Glen Winter
- Scritto da: Greg Berlanti e Andrew Kreisberg (soggetto); Marc Guggenheim e Jake Coburn (sceneggiatura)

### Trama
Oliver, nei panni del vigilante, cattura un criminale con l'aiuto di Felicity, Diggle e il nuovo Arsenal, l'alter ego di Roy Harper. Tornati dalla loro missione, Oliver tenta di contattare la sorella Thea. Il giorno seguente, Laurel invita Oliver ad assistere al discorso del padre, Quentin Lance, che, in qualità di nuovo capitano della polizia, annuncia la sospensione della caccia al Giustiziere, poiché è l'unico in grado di salvare la città.Nel frattempo, cinque anni prima, Oliver sfugge per l'ennesima volta alle grinfie di Amanda Waller a Hong Kong, ma viene catturato da una guardia, Maseo Yamashiro.
- Guest star: Caity Lotz (Sara Lance/Canary), Grant Gustin (Barry Allen/Flash), Audrey Marie Anderson (Lyla Michaels), Cynthia Addai-Robinson (Amanda Waller), Karl Yune (Maseo Yamashiro), Rila Fukushima (Tatsu Yamashiro), Peter Stormare (Conte Vertigo/Werner Zytle), Brandon Routh (Ray Palmer), Primo Allon (Greg Osborne), Brandon Nomura (Akio Yamashiro), Michael Daingerfield (Ned Foster), Richard Keats (dott. Lockhart)
- Ascolti USA: 2 830 000 telespettatori – share 18-49 anni 3%[1]
- Ascolti Italia: 2 287 000 telespettatori – share 8.53%[2]

## Sara
- Titolo originale: Sara
- Diretto da: Wendey Stanzler
- Scritto da: Keto Shimizu e Jake Coburn

### Trama
Roy, Oliver e Felicity tornano al loro nascondiglio dopo un'altra missione, ma trovano Laurel con il corpo senza vita di Sara. Oliver le chiude gli occhi, abbraccia Laurel e promette vendetta. Subito dopo, iniziano a cercare il colpevole; Oliver si reca sulla scena del crimine per raccogliere informazioni. Quando arriva anche Diggle, rivela di aver appreso la notizia da Felicity e offre il suo aiuto. Oliver menziona di conoscere solo una decina di arcieri neri, membri della Lega degli Assassini, che non attaccherebbero mai un loro.Felicity suggerisce a Roy di mostrare a Oliver il biglietto che Thea gli aveva lasciato durante l'assedio a Starling City, in cui dichiarava che non sarebbe tornata. 
Questo messaggio riaccende la speranza di Oliver nel ritorno della sorella.Cinque anni prima, a Hong Kong, la guardia di Amanda Waller comunica a Oliver che dovrà uccidere Tommy Merlyn, giunto in città dopo aver visto che Oliver aveva effettuato l'accesso alla sua email. Per Waller, Merlyn rappresenta un ostacolo ai suoi piani, ma Oliver si rifiuta di eseguire l'ordine e cerca un modo per salvare sia Tommy che la famiglia della guardia.Nel presente, i sospetti sull'omicidio di Sara ricadono su Lacroix. Diggle chiede a Lyla di entrare nell'ARGUS per scoprire se ci sono arcieri neri su cui Amanda Waller stava facendo ricerche. Dopo aver interrogato un testimone di un altro omicidio compiuto da Lacroix, il vigilante ingaggia un duello con lui a bordo delle rispettive moto, ma Lacroix riesce a scappare. 
Rientrato alla base, Roy consegna il biglietto di Thea a Oliver, che non si arrabbia con lui per averglielo tenuto nascosto. Rimasti soli, Felicity ricorda a Oliver che può sfogarsi per la morte di Sara e per la sorella che non tornerà. Tuttavia, Oliver le risponde che non può permettersi di crollare perché è l'unico in grado di salvare la città.Laurel decide di interrogare l'uomo che Lacroix voleva uccidere prima dell'intervento di Arrow. Mentre il testimone sta per rivelarle tutto, Lacroix lo uccide con una freccia.  
Appresa la notizia, Oliver chiede a Laurel di rimanere alla base mentre lui si dirige dal nemico.Qui avviene uno scontro tra Oliver e Lacroix; grazie alle abilità di Oliver riesce finalmente a fermarlo. Laurel arriva e tenta di sparare all'assassino della sorella, ma Oliver aveva tolto i proiettili dalla pistola. Quando Oliver interroga Lacroix sul motivo dell'omicidio di Sara, questi afferma di non essere stato lui a commettere il delitto e dichiara di avere un alibi.Alla fine dell'episodio, Oliver, Laurel, Diggle, Felicity e Roy seppelliscono Sara. Diggle annuncia che sua figlia prenderà il nome di Sara per onorarne la memoria, mentre Oliver promette che troverà l'assassino.Nei flashback a Hong Kong, Oliver e la guardia catturano Tommy per fingere un sequestro e convincerlo che Oliver è davvero morto. Nell'ultima scena ricompare Thea Queen a Corto Maltese, dove Malcolm Merlyn la sta addestrando per farla diventare una guerriera. 
- Guest star: Caity Lotz (Sara Lance/Canary), Colin Donnell (Tommy Merlyn), Brandon Routh (Ray Palmer), Karl Yune (Maseo Yamashiro), Matt Ward (Lacroix/Komodo), Jordan Becker (giovane criminale), Patrick Gilmore (Erlich Kelso), Celine Stubel (agente)
- Ascolti USA: 1 320 000 telespettatori – share 18-49 anni 3%[3]
- Ascolti Italia: 1 999 000 telespettatori – share 7.39%[4]

## Corto Maltese
- Diretto da: Stephen Surjik
- Scritto da: Erik Oleson e Beth Schwartz

### Trama
Felicity riesce a rintracciare Thea, attualmente a Corto Maltese, e Oliver, Roy e Diggle si mettono in viaggio per riportarla a casa. Nel frattempo, Ray Palmer offre a Felicity un lavoro completo di assistente e ufficio, proposta che lei accetta con entusiasmo. Laurel, sempre più consumata dalla rabbia per la morte di Sara, decide di sfogare la sua frustrazione aggredendo un uomo che aveva maltrattato la sua ragazza, frequentatrice del circolo degli alcolisti anonimi. Tuttavia, l'uomo ha la meglio su di lei e Laurel finisce in ospedale.Nel frattempo, Oliver e gli altri arrivano a Corto Maltese, ignari del fatto che Thea è sotto la guida di Malcolm Merlyn, il quale l'ha addestrata rendendola un'abile combattente. Oliver cerca di convincerla a tornare, ma Thea rifiuta, poiché i suoi cari le hanno raccontato troppe menzogne. Alla fine, Oliver riesce a persuaderla rivelandole che il loro padre Robert si è tolto la vita per salvarlo e che i loro genitori, nonostante i loro errori, desideravano solo la loro felicità e unità.A Corto Maltese, Diggle trova un agente dell'ARGUS di nome Shaw, scomparso da tempo su richiesta di Lyla. Scoprono che Shaw è un agente corrotto intenzionato a vendere informazioni sui membri dell'ARGUS a dei criminali in cambio di denaro. Nonostante ciò, Diggle decide di lasciarlo scappare, poiché Shaw ha agito per sfuggire all'ARGUS e ad Amanda.Thea informa Malcolm della sua decisione di tornare a Starling City; Malcolm acconsente ma le fa capire che si rivedranno. Una volta tornati a casa, Laurel chiede a Oliver di addestrarla, ma lui rifiuta. Così Laurel si rivolge a un pugile di nome Ted Grant, con cui aveva già collaborato durante un'indagine. Nel frattempo, Ray Palmer lavora segretamente su armi top secret i cui progetti erano stati recuperati da Felicity da un hard disk distrutto. Infine, Nyssa torna a Starling City in cerca di Sara, ignara della sua morte.
- Guest star: Audrey Marie Anderson (Lyla Michaels), Katrina Law (Nyssa al Ghul), J.R. Ramirez (Wildcat/Ted Grant), David Cubitt (Mark Shaw), Brandon Routh (Ray Palmer), Mike Carpenter (Michael Ancona), Garrett Black (Skel), Wesley Salter (Moderator), Patti Kim (poliziotto in uniforme), Tariq Leslie (tedesco numero 1)
- Ascolti USA: 2 550 000 telespettatori – share 18-49 anni 3%[5]
- Ascolti Italia: 2 005 000 telespettatori – share 7.81%[6]

## Il mago
- Titolo originale: The Magician
- Diretto da: John Behring
- Scritto da: Wendy Mericle e Marc Guggenheim

### Trama
Oliver informa Nyssa della morte di Sara, spingendola a recarsi al rifugio della sua amata per cercare indizi. Qui, trova un biglietto che suggerisce che Sara aveva chiesto aiuto al padre. Nel frattempo, Quentin parla con Laurel, rivelandole che Sara gli aveva chiesto in precedenza di indagare su un uomo. Intanto, Thea decide di riaprire il Verdant con l'aiuto di alcuni investitori.La persona che Sara doveva trovare era un monaco buddista legato a Malcolm Merlyn. Nyssa confessa a Oliver che Malcolm è vivo; Moira, prima di morire, aveva avvertito la Lega degli Assassini che Malcom era sopravvissuto, così Sara era tornata a Starling City per cercarlo, poiché la Lega intendeva ucciderlo. Oliver, Nyssa, Roy e Diggle si dirigono verso il tempio del monaco. Nyssa trova Malcolm e tenta di affrontarlo, ma lui riesce a fuggire; Oliver lo ferisce con una freccia tracciata.Nyssa e Laurel si arrabbiano con Oliver per non aver colto l'occasione di uccidere Merlyn. Laurel chiede allora a Nyssa di vendicare Sara, e l'assassina giura di farlo. Oliver cerca Malcolm, ma quest'ultimo riesce a eludere il sistema di localizzazione e contatta Oliver per un incontro. Durante il confronto, Malcolm rivela di essere tornato a Starling City per prendersi cura di Thea e afferma di averla salvata durante l'assedio dei supersoldati di Slade. Giura sulla vita della figlia di non essere responsabile della morte di Sara, convincendo Oliver ad accettare la sua versione.Tornato alla base, Oliver discute con Nyssa riguardo alla sua tolleranza verso Merlyn. In seguito, rivela a sua sorella che Malcolm è vivo; Thea mente al fratello dicendo di non saperlo. Dopo aver scoperto che Thea è la figlia di Malcolm, Nyssa la rapisce per attirare l'attenzione di Malcolm con un fumogeno. Oliver e Malcolm accorrono in suo soccorso.Durante lo scontro tra Oliver, Nyssa e Merlyn, Oliver ha finalmente l'opportunità di uccidere Malcolm, ma questi insiste sulla sua innocenza riguardo alla morte di Sara e suggerisce che Ra's al Ghul potrebbe essere coinvolto, poiché non approvava la relazione tra Sara e Nyssa. Alla fine, Oliver decide di lasciarlo andare.Nyssa decide di lasciare Starling City; Oliver le dice che finché Merlyn sarà in città sarà sotto la sua protezione e che non teme né lei né la Lega degli Assassini. Nyssa avverte Oliver che ha creato nemici pericolosi sfidando lei e suo padre.Nei flashback ambientati a Hong Kong, Oliver è costretto a uccidere un obiettivo indicato dall'agente dell'ARGUS Maseo: un uomo chiamato Adam Castwidth. Successivamente chiede a Castwidth di organizzare un incontro con Amanda. Durante questo incontro, Oliver scopre che Castwidth era un subordinato di Edward Fyers e aveva informazioni cruciali sulla missione riguardante la distruzione dell'aereo che Oliver aveva evitato: Amanda era la misteriosa donna che due anni prima aveva ingaggiato il mercenario per abbattere il volo diretto a Hong Kong.Osservando il combattimento tra Oliver e Fyers da un satellite e successivamente gli eventi legati al mercantile, Amanda decide di sfruttare le abilità del giovane. Castwidth doveva essere eliminato per coprire le tracce dell'ARGUS; rivela inoltre che non aveva ordinato al mercenario di distruggere l'aereo per danneggiare l'economia cinese, ma per uccidere una passeggera: Chien Na Wei, attualmente a Hong Kong.Dopo aver nominato Roy come vicedirettore del suo nuovo locale, Thea riceve una telefonata da Malcolm che le chiede come si sente dopo il rapimento; lei lo ringrazia per averla sempre protetta. Nyssa saluta Laurel dicendole che vede in lei potenzialità promettenti. Infine, torna a casa e informa suo padre della morte di Sara e del fatto che Oliver ha preso le difese di Merlyn, lanciando così una provocazione aperta.
- Guest star: Katrina Law (Nyssa al Ghul), Matt Nable (Ra's al Ghul), Cynthia Addai-Robinson (Amanda Waller), Karl Yune (Maseo Yamashiro), Brandon Nomura (Akio Yamashiro), John Wardlow (Adam Castwidth)
- Ascolti USA: 2 490 000 telespettatori – share 18-49 anni 3%[7]
- Ascolti Italia: 1 730 000 telespettatori – share 6.14%[8]

## Le origini segrete di Felicity Smoak
- Titolo originale: The Secret Origin of Felicity Smoak
- Diretto da: Michael Schultz
- Scritto da: Ben Sokolowski e Brian Ford Sullivan

### Trama
In un flashback, vediamo Felicity durante i suoi anni universitari, mentre, insieme al suo allora ragazzo Cooper e a un amico, sta sviluppando un virus informatico estremamente potente in grado di hackerare qualsiasi sistema. Cooper intende utilizzare il virus per "fare giustizia" cancellando alcuni debiti degli studenti, ma il suo attacco viene rintracciato e lui viene arrestato.Nel presente, Felicity riceve una visita inaspettata dalla madre, Donna, che la mette spesso in imbarazzo di fronte ai suoi amici e al suo datore di lavoro, Ray Palmer. Nel frattempo, Thea acquista un appartamento costoso, suscitando le preoccupazioni di Oliver riguardo alla provenienza dei fondi. Thea ammette di utilizzare il denaro di Malcolm Merlyn per l'acquisto e per ristrutturare il locale; Oliver disapprova, sostenendo che quei soldi appartengono a un assassino. Tuttavia, Thea ribatte che Oliver non ha il diritto di dirle cosa fare solo perché è suo fratello.Improvvisamente, Starling City subisce un massiccio attacco di cyber-terrorismo che provoca caos in tutta la città. Felicity si mette al lavoro per rintracciare i responsabili dell'attacco e riconosce il virus utilizzato come quello che aveva creato anni prima al college. Oliver si reca dall'ex-amico di Felicity per scoprire che non ha nulla a che fare con l'attacco, iniziando così a sospettare che il responsabile possa essere Cooper. Tuttavia, Felicity rivela che Cooper si era suicidato in carcere tempo prima.Dopo un litigio con sua madre, Felicity torna a casa per chiarire le cose. Entrambe si rendono conto delle loro differenze e delle aspettative reciproche. Mentre discutono, uomini armati irrompono nella stanza e rapiscono entrambe. Si scopre che il responsabile del rapimento e del cyber-attacco è proprio Cooper. La sua morte era stata una messinscena: aveva collaborato con l'NSA in cambio della libertà e ora intende lanciare un attacco hacker alla banca centrale di Starling per rubare denaro. Per realizzare il suo piano, ha bisogno dell'aiuto di Felicity e la minaccia attraverso sua madre.Felicity riesce a contattare i suoi amici; Oliver, Roy e Diggle arrivano in tempo per fermare Cooper e i suoi uomini. Alla fine della vicenda, Felicity si riappacifica con Donna, comprendendo che la madre le ha sempre voluto bene ed è stata sempre disponibile per lei; realizza anche di aver ereditato dalla madre la sua forza di volontà. Oliver decide di accettare l'uso da parte di Thea dei soldi di Merlyn, capendo che per migliorare il loro rapporto deve supportarla. Nel frattempo, Laurel è sempre più arrabbiata per la morte di Sara; suo padre la convince a parlare con qualcuno riguardo ai suoi sentimenti. Laurel confida a Ted Grant, il suo allenatore, quanto accaduto alla sorella. Nel finale dell'episodio, Roy ha incubi sulla morte di Sara e sogna di essere stato lui il responsabile dell'omicidio..
- Guest star: J.R. Ramirez (Ted Grant), Brandon Routh (Ray Palmer), Charlotte Ross (Donna Smoak), Nolan Gerard Funk (Cooper Seldon), Matthew McLellan (Myron Forest)
- Ascolti USA: 2 730 000 telespettatori – share 18-49 anni 3%[9]
- Ascolti Italia: 1 760 000 telespettatori – share 6.90%[10]

## Colpevole
- Titolo originale: Guilty
- Diretto da: Peter Leto
- Scritto da: Erik Oleson e Keto Shimizu

### Trama
Una serie di criminali appartenenti a una banda di spacciatori viene trovata morta nel loro covo, appesa a testa in giù. Un altro corpo viene rinvenuto nella palestra di Ted, che diventa il principale sospettato. Tuttavia, Laurel conferma il suo alibi, poiché entrambi erano a cena insieme al momento dell'omicidio. Oliver, non convinto della sua innocenza, decide di seguirlo e scopre un rifugio segreto dove trova un ulteriore cadavere. Durante un confronto, Oliver combatte contro Ted, che dimostra notevoli abilità nelle arti marziali. Dopo la lotta, Ted giura di non essere l'assassino.Ted rivela a Oliver che sei anni prima era un vigilante, ma si ritirò dopo aver accidentalmente ucciso uno spacciatore. Mentre Oliver e Ted vengono attaccati dal vero assassino, quest'ultimo riesce a fuggire, mentre la polizia arresta Ted per essere stato trovato nuovamente sulla scena del crimine. Nel frattempo, Roy continua a sognare di essere l'assassino di Sara e comincia a temere che possa essere realmente lui, influenzato da residui di Mirakuru nel suo corpo.Laurel convince Ted a rivelare la verità: l'assassino è Isaac Stanzler, ex-partner di Ted quando operava come vigilante. Stanzler era colui che aveva ucciso lo spacciatore sei anni prima e Ted lo aveva coperto, assumendosi la responsabilità e costringendo Isaac ad abbandonare la città. Laurel riesce a scagionare Ted, ma una volta usciti dalla stazione di polizia, Isaac rapisce sia lei che Ted. Durante il rapimento, Isaac spiega a Ted che dopo essere stato abbandonato, è stato rintracciato dalla banda criminale contro cui avevano lottato e torturato. È tornato in città per vendicarsi di Ted per averlo lasciato.Oliver, Diggle e Roy intervengono per salvarli; Roy affronta Isaac e riesce a sconfiggerlo. Nei flashback ambientati a Hong Kong, Oliver insegue uno dei contrabbandieri di Chien Na Wei, il quale muore investito da un'auto durante l'inseguimento. Maseo è convinto che l'uomo avesse nascosto qualcosa e chiede a sua moglie di usare una tecnica di meditazione su Oliver per aiutarlo a ricordare dettagli trascurati. Grazie alla meditazione, Oliver ricorda che prima dell'incidente l'uomo aveva nascosto una busta con quella che sembrava una foto di un paesaggio; Maseo capisce che contiene un messaggio segreto con istruzioni su chi contattare.Oliver parla con Ted per dirgli che non vuole che continui ad allenare Laurel; tuttavia, Ted sostiene che la decisione spetta alla ragazza. Gli consiglia anche di prestare attenzione a Roy per evitare che commetta gli stessi errori di Isaac. Oliver rimprovera Ted dicendo che il suo errore non è stato fidarsi di Isaac, ma essersi arreso troppo facilmente.Roy decide di adottare il nome "Arsenal" per il suo alter ego e Oliver cerca di aiutarlo a chiarire i suoi ricordi usando tecniche di meditazione simili a quelle apprese a Hong Kong. Alla fine, Roy ricorda che non è stato lui ad uccidere Sara; sotto l'effetto del Mirakuru aveva invece ucciso un poliziotto e i ricordi soppressi dell'omicidio si erano mescolati con quelli della morte di Sara.Laurel torna da Ted per continuare il suo addestramento; nonostante il pericolo rappresentato da Isaac, non ha mai perso il controllo. Vuole imparare ulteriori tecniche per combattere il crimine anche al di fuori del tribunale. Mentre Isaac viene portato in prigione, due agenti di scorta vengono feriti da frecce scagliate da una misteriosa ragazza armata d'arco che si presenta come "Cupido", prima di colpire anche Isaac.
- Guest star: J.R. Ramirez (Ted Grant), Amy Gumenick (Carrie Cutter/Cupido), Rila Fukushima (Tatsu Yamashiro), Karl Yune (Maseo Yamashiro), Brandon Nomura (Akio Yamashiro), Nathan Mitchell (Isaac Stanzler)
- Ascolti USA: 2 600 000 telespettatori – share 18-49 anni 3%[12]
- Ascolti Italia: 1 687 000 telespettatori – share 6.54%[13]

## Colpiti al cuore
- Titolo originale: Draw Back Your Bow
- Diretto da: Rob Hardy
- Scritto da: Wendy Mericle e Beth Schwartz

### Trama
L'episodio si apre con un flashback che mostra Carrie Cutter, un'ex poliziotta, aggredita da uno degli uomini di Slade durante l'assalto a Starling City. In quel momento, viene salvata da Oliver Queen. Successivamente, Lance chiede ad Arrow di indagare sulla morte di Isaac Stanzler, e Oliver scopre che l'assassina è Carrie Cutter, una donna che utilizza frecce con punte a forma di cuore. Ossessionata da Arrow, Carrie cerca disperatamente di attirare la sua attenzione.Oliver rintraccia l'appartamento di Carrie, ma quando arriva, lei non è presente. Attraverso un telefono lasciato lì, Carrie chiama Oliver dichiarandogli il suo amore e affermando che sono destinati a stare insieme. Quando Oliver e Roy finalmente la trovano, Roy tenta di fermarla ma viene sopraffatto, permettendo a Carrie di fuggire. Questo fallimento è aggravato dal fatto che Roy è ancora tormentato dal ricordo del poliziotto che ha ucciso sotto l'effetto del Mirakuru.Nel frattempo, Felicity e Ray partecipano a una cena di lavoro; Oliver, pur non volendo ammetterlo, si sente geloso nel vederla con un altro uomo. Diggle decide di parlare con Felicity per farle capire quanto Oliver stia soffrendo per la situazione tra lei e Ray. Tuttavia, Felicity assicura che tra lei e Ray non c'è nulla di serio e suggerisce a Oliver di affrontare direttamente i suoi sentimenti.Oliver cerca informazioni su Carrie contattando la sua ex psichiatra, scoprendo che la donna ha difficoltà a stabilire legami reali con le persone e sviluppa ossessioni, in questo caso per Arrow. Durante una cena con l'amministratore delegato di una società mineraria, Ray riesce a convincere il proprietario a vendere il sito grazie all'aiuto di Felicity.Oliver e Carrie si incontrano nel vicolo dove lui l'aveva salvata dal supersoldato; qui, Carrie tenta inutilmente di sedurlo. La situazione degenera in uno scontro fisico in cui Oliver riesce a catturarla. Nei flashback ambientati a Hong Kong, Maseo è in missione per conto dell'ARGUS ma non torna a casa, preoccupando Oliver e Tatsu, che decidono di cercarlo in un covo della gang Shu.Oliver cerca di conoscere meglio Tatsu e le domanda perché abbiano lasciato il Giappone; Tatsu rivela che sono fuggiti dopo aver calpestato i piedi a persone pericolose. Dimostrando abilità straordinarie nel combattimento, Tatsu sconfigge gli uomini della Shu e chiede informazioni su Maseo. Un criminale rivela che alcuni membri dell'ARGUS sono stati uccisi dalla Triade durante una missione e Maseo potrebbe essere tra loro.Disperata per la notizia, Tatsu torna a casa con Oliver solo per scoprire che Maseo è vivo; Amanda Waller aveva ritirato la missione dopo aver appreso dell'assassinio dei membri dell'ARGUS. Nel frattempo, Thea assume un nuovo DJ per il locale, Chase, e i due si baciano al termine della serata.Oliver decide di affidare Carrie all'ARGUS affinché entri nella Suicide Squad. Diggle invita Oliver a cena con lui e Lyla, ma Oliver rifiuta; tuttavia, Diggle lo convince a dichiararsi a Felicity. Quando Oliver raggiunge Felicity nel suo ufficio, la sorprende mentre bacia Ray e torna al nascondiglio deluso e arrabbiato. Insieme a Roy decide quindi di accettare l'invito di Diggle per distrarsi un po'.Nel finale dell'episodio, Ray viene mostrato mentre lavora segretamente su una tecnologia misteriosa e un uomo uccide il suo bersaglio utilizzando un boomerang.
- Guest star: Brandon Routh (Ray Palmer), Rila Fukushima (Tatsu Yamashiro), Amy Gumenick (Carrie Cutter/Cupido), Nick E. Tarabay (Digger Harkness/Captain Boomerang), Karl Yune (Maseo Yamashiro), Brandon Nomura (Akio Yamashiro), Austin Butler (Chase), Audrey Marie Anderson (Lyla Michaels), Nathan Mitchell (Isaac Stanzler), Jill Teed (dott. Avery Pressnall), David Jacox (Joe Gravano), Daniel Boileau (Kirby Bates)
- Ascolti USA: 2 640 000 telespettatori – share 18-49 anni 3%[14]
- Ascolti Italia: 1 814 000 telespettatori – share 7.16%[15]
- Note: in questo episodio il logo della serie è diverso, invece che la solita punta di freccia triangolare, stavolta appare una punta a forma di cuore, come quelle di Carrie. Inoltre, in una delle scene finali, Diggle dice che Cupido è anche più pazza dell'altra donna che è nella Squadra Suicida, chiaro riferimento ad Harley Quinn.

## Il coraggio e l'audacia
- Titolo originale: The Brave and the Bold
- Diretto da: Jesse Warn
- Scritto da: Greg Berlanti e Andrew Kreisberg (soggetto); Marc Guggenheim e Grainne Godfree (sceneggiatura)

### Trama
L'episodio inizia con l'arrivo di Barry, Cisco e Caitlin a Starling City, dove si uniscono a Oliver per affrontare Digger Harkness, un pericoloso criminale specializzato nell'uso di boomerang letali. Harkness è in città per vendicarsi dell'ARGUS, in particolare di Lyla. In passato, era membro della Suicide Squad, ma dopo un fallimento in missione, l'agenzia decise di eliminare la squadra usando le bombe impiantate nei membri. La bomba di Harkness non funzionò, permettendogli di fuggire.Oliver e Barry interrogano un ex-membro della mafia russa collegato al fornitore di boomerang di Harkness. Nonostante le obiezioni di Barry riguardo ai metodi violenti di Oliver, quest'ultimo tortura l'uomo per ottenere informazioni. Successivamente, i due rintracciano il fornitore e ottengono indizi su Harkness. Tuttavia, cadono in una trappola orchestrata da Harkness, che riesce a rintracciare Lyla nel nascondiglio di Oliver grazie a un cellulare piazzato come falso indizio. Dopo uno scontro a fuoco, Harkness ferisce Lyla con un boomerang.Barry porta Lyla in ospedale, dove i medici riescono a salvarla. Oliver si sente in colpa per aver permesso a Harkness di manipolarli, ma Barry lo rassicura dicendogli che la sua umanità è ciò che lo rende un eroe. Convinto di aver raggiunto il suo obiettivo, Harkness si prepara a lasciare la città dalla stazione ferroviaria quando Flash e Arrow lo affrontano. Harkness rivela di aver piazzato cinque bombe in città che esploderanno in pochi secondi.Cisco riesce a localizzare le bombe e Flash si dirige verso una di esse mentre porta Cisco, Roy, Caitlin e Felicity alle altre quattro. Le bombe devono essere disinnescate simultaneamente; altrimenti invieranno un segnale che farà esplodere le altre. Grazie al lavoro di squadra, le bombe vengono disinnescate e Harkness viene sconfitto da Oliver, che lo rinchiude insieme a Slade sull'isola.Nel frattempo, Diggle chiede a Lyla di sposarlo mentre è in ospedale e lei accetta. Prima di tornare a Central City, Barry dice a Oliver che, nonostante i suoi metodi discutibili, lui rappresenta un vero esempio di eroismo.Nei flashback ambientati a Hong Kong, Amanda Waller ordina a Oliver di torturare un uomo per ottenere informazioni su una bomba imminente. Non avendo mai torturato nessuno prima d'ora, Oliver fallisce nel suo compito e la bomba esplode causando vittime. Amanda rimprovera Oliver per la sua debolezza e decide di fargli torturare un uomo della gang Chien Na Wei per ottenere informazioni sulla donna.
- Guest star: Grant Gustin (Barry Allen/Flash), Audrey Marie Anderson (Lyla Michaels), Danielle Panabaker (Caitlin Snow), Cynthia Addai-Robinson (Amanda Waller), Nick E. Tarabay (Digger Harkness/Captain Boomerang), Carlos Valdes (Cisco Ramon), Adam Lolacher (Klaus Markos)
- Ascolti USA: 3 920 000 telespettatori – share 18-49 anni 4%[16]
- Ascolti Italia: 1 979 000 telespettatori – share 7.88%[17]
- Nota. L'episodio è la conclusione di un crossover con la serie The Flash. La prima parte è costituita dall'episodio Flash vs. Arrow della prima stagione di The Flash.

## La scalata
- Titolo originale: The Climb
- Diretto da: Thor Freudenthal
- Scritto da: Jake Coburn e Keto Shimizu

### Trama
Subito dopo aver consegnato un criminale al commissario Lance, Arrow viene accerchiato dai membri della Lega degli Assassini, capitanati da Nyssa, che rivela un terribile ultimatum: Oliver deve consegnare l'assassino di Sara a Ra's Al Ghul entro 48 ore, altrimenti la setta inizierà a sterminare 50 abitanti di Starling City al giorno. Oliver chiede a Felicity di accelerare le analisi sul DNA portatogli da Caitlin, ma scopre che sulle frecce utilizzate per uccidere Sara c'è solo il suo DNA. Sorpreso da questa rivelazione, Oliver sospetta che Malcolm Merlyn abbia messo il suo DNA sulle frecce per incriminarlo.Dopo aver visionato un video di sorveglianza di un aeroporto privato, Oliver scopre che Malcolm è tornato a Starling City il giorno prima della morte di Sara, accompagnato da Thea. Felicity e Diggle suggeriscono che il DNA sulle frecce potrebbe appartenere a Thea. Oliver affronta la sorella, che ammette di aver mentito riguardo a Malcolm e confessa di aver avuto contatti con lui a Corto Maltese.Oliver incontra Malcolm, il quale gli mostra un video dell'omicidio di Sara, rivelando che la colpevole è proprio Thea. Malcolm spiega di aver drogato Thea con una pianta speciale che la rende mentalmente manipolabile e cancella i ricordi delle sue azioni. Il piano di Malcolm è mettere Oliver di fronte a una scelta: lasciare che Ra's Al Ghul scopra la verità e uccida Thea, oppure auto-accusarsi dell'omicidio di Sara e affrontare Ra's in un combattimento all'ultimo sangue. Se Oliver dovesse morire, tutti i peccati degli abitanti di Starling City sarebbero perdonati.Nel frattempo, Ray rivela a Felicity che ha deciso di diventare un paladino della giustizia dopo aver assistito impotente all'uccisione della sua fidanzata durante l'attacco di Deathstroke. Le mostra i progetti per una super armatura chiamata ATOM.Nei flashback a Hong Kong, Oliver tortura un uomo della gang Chien Na Wei per scoprire informazioni su un virus chiamato Omega. Oliver e Maseo arrivano troppo tardi nella società che sviluppa il virus e scoprono che Chien Na Wei ha rapito Tatsu.Oliver visita Thea per dirle che Malcolm non le vuole bene e si impegna a proteggerla. Tornato alla sua base, parla con Felicity, che lo implora di rompere la sua promessa di non uccidere più e di eliminare Ra's Al Ghul. Oliver risponde che non sa se sarà in grado, ma afferma due cose: farà tutto per proteggere Thea e ama Felicity.Raggiunto il luogo del combattimento in cima a una montagna innevata, inizia lo scontro con Ra's Al Ghul, con Nyssa e Maseo come spettatori. Maseo cerca di convincere Oliver a rivelare la verità sull'assassino di Sara, ma Oliver è determinato a combattere. Durante il duello, Oliver subisce gravi ferite; Ra's lo colpisce al collo e lo ferisce al fianco prima di portarlo al bordo di un precipizio. Dopo aver inflitto il colpo finale trapassandolo con la spada, Ra's colpisce Oliver con un calcio facendolo cadere nel vuoto.In punto di morte, Oliver rivive flashback dei suoi genitori e dei momenti trascorsi con Thea e Felicity.
- Guest star: Brandon Routh (Ray Palmer), Matt Nable (Ra's al Ghul), Karl Yune (Maseo Yamashiro), Katrina Law (Nyssa al Ghul), Kelly Hu (Chien Na Wei), Rila Fukushima (Tatsu Yamashiro), Alex Kingston (Dinah Lance), Brandon Nomura (Akio Yamashiro)
- Ascolti USA: 3 060 000 telespettatori – share 18-49 anni 3%[18]
- Ascolti Italia: 1 635 000 telespettatori – share 6.46%[19]

## Rimasto indietro
- Titolo originale: Left Behind
- Diretto da: Glen Winter
- Scritto da: Marc Guggenheim e Erik Oleson

### Trama
La squadra di Arrow continua a lavorare nella speranza che Oliver torni, nonostante sia evidente che sia morto, dato che non si è più messo in contatto con loro. Tuttavia, la squadra, in particolare Felicity, preferisce ignorare questa verità. Nel frattempo, il cadavere di Oliver viene recuperato da un misterioso individuo. Thea è preoccupata per la scomparsa del fratello e Malcolm Merlyn giunge sul luogo del combattimento, trovando la spada di Ra's al Ghul macchiata di sangue. Porta quindi la spada a Diggle, Roy e Felicity come prova della morte di Oliver.Felicity incolpa Malcolm per la morte dell'amico, e lui ammette di avere una parte di responsabilità, esprimendo il suo senso di colpa. Nel frattempo, Starling City affronta una nuova minaccia: Danny Brickwell, noto anche come "Brick", un boss criminale ben organizzato. Felicity è distrutta dalla presunta morte di Oliver, confermata dal test del DNA sul sangue della spada, che corrisponde a quello di Oliver. Inoltre, è preoccupata per Ray, che si sta dedicando eccessivamente al progetto ATOM. In un momento di sfogo, Felicity dice a Ray che nulla di ciò che farà riporterà in vita la sua fidanzata Anna. Questo provoca la reazione di Ray, che si arrabbia per le parole inappropriate di Felicity; la ragazza, in lacrime, si scusa e lascia l'ufficio.Roy e Diggle scoprono il piano di Brick: fare irruzione nel magazzino giudiziario della polizia per rubare le prove contro i criminali ancora non condannati, molti dei quali erano stati catturati da Oliver dopo l'assalto di Slade. Diggle e Roy si recano nel magazzino, ma Brick e i suoi uomini si dimostrano troppo forti e riescono a scappare con le prove grazie all'interferenza di Felicity, che impedisce loro di inseguirli. Così facendo, i criminali rimangono a piede libero.L'obiettivo finale di Brick è quello di impossessarsi dei Glades, ora privi delle prove necessarie per incriminarli. Felicity decide quindi di abbandonare la squadra perché senza Oliver non ha più senso continuare e non vuole vedere morire altri amici; per questo motivo aveva impedito a Roy e Diggle di inseguire i criminali durante l'attacco. Laurel parla con Diggle e lo consola per la morte dell'amico. Successivamente, Laurel indossa il costume di Sara e aggredisce gli uomini di Brick.Nei flashback ambientati a Hong Kong, Oliver e Maseo parlano con Amanda riguardo al rapimento di Tatsu. Amanda informa Oliver che per trovare la Triade devono recuperare Alfa, una parte mancante del virus Omega. Maseo è consapevole che Amanda non ha intenzione di aiutarlo a salvare Tatsu. Oliver e Maseo entrano nella struttura militare dove si trova Alfa; qui hanno l'opportunità di uccidere un membro della Triade ma Oliver decide di lasciarlo andare dopo avergli messo un GPS nella tasca.Oliver consegna Alfa ad Amanda e Maseo riconosce il gesto altruista dell'amico. Alla fine dell'episodio si rivela che l'uomo misterioso che ha recuperato il cadavere di Oliver è proprio Maseo, il quale lo porta da Tatsu; Oliver si risveglia ancora vivo.
- Guest star: Rila Fukushima (Tatsu Yamashiro), Karl Yune (Maseo Yamashiro/Sarab), Vinnie Jones (Danny "Brick" Brickwell), Brandon Routh (Ray Palmer), Cynthia Addai-Robinson (Amanda Waller), Jason Diablo (Jermaine Fisher), Billy Wickman (Jose Anton), Shaun Smyth (Dennis Fisk), Patricia Drake (Pittson)
- Ascolti USA: 3 060 000 telespettatori – share 18-49 anni 4%[20]
- Ascolti Italia: 1 710 000 telespettatori – share 6.94%[21]

## A mezzanotte
- Titolo originale: Midnight City
- Diretto da: Nick Copus
- Scritto da: Wendy Mericle e Ben Sokolowski

### Trama
Oliver è ancora debilitato a causa della ferita riportata nello scontro con Ra's al Ghul. Tatsu gli somministra penicillina e spiega che la sua sopravvivenza è stata favorita dalle basse temperature della montagna, dove si è svolto il duello, e dalla sua forza di volontà. Maseo deve tornare alla Lega degli Assassini, consapevole del rischio che corre: Ra's al Ghul lo ucciderebbe se scoprisse che ha salvato Oliver. La sua separazione da Tatsu è ormai definitiva, e quest'ultima rivela a Oliver che Maseo non si è mai perdonato per un evento accaduto a Hong Kong.Nel frattempo, Laurel ha costruito una reputazione come vigilante a Starling City, supportata da Roy. Tuttavia, Roy e Diggle non concordano con la sua decisione di emulare Sara. Brick ha preso il controllo di The Glades e ha rapito alcuni consiglieri comunali; Laurel e Roy tentano di fermarlo, ma Brick uccide uno degli ostaggi. Le richieste di Brick sono chiare: la polizia deve lasciare in pace The Glades affinché i consiglieri siano al sicuro.Al rifugio dove Maseo e Tatsu si prendono cura di Oliver, alcuni membri della Lega degli Assassini li trovano. Maseo si autoinfligge una ferita per ingannare il suo padrone, affermando che Oliver è sopravvissuto e gli è sfuggito dopo aver combattuto contro di lui. Nonostante i tentativi di Tatsu e Oliver di convincerlo a rimanere, Maseo decide di tornare alla Lega.Laurel è delusa dai suoi risultati e desidera combattere per la memoria di Sara. Felicity cerca di consolarla, ma realizza che devono combattere per gli abitanti di Starling City piuttosto che per i ricordi del passato. Ritrovata la fiducia, Felicity si riunisce alla squadra. Usando l'elicottero di Ray, pilotato da Diggle, Roy e Laurel fanno irruzione nel deposito dove Brick tiene prigionieri i consiglieri e riescono a salvarli.Nei flashback a Hong Kong, Oliver e Maseo scoprono che Tatsu è prigioniera in un night club. Maseo aveva pianificato di riavere sua moglie in cambio di un'arma, ma il piano fallisce quando Chien Na Wei scopre che l'arma portata da Maseo è un falso. Nonostante ciò, riescono a salvare Tatsu.Tornando al presente, la polizia decide di ritirarsi da The Glades nonostante il salvataggio dei consiglieri. Chase continua a flirtare con Thea, mentre Malcolm cerca di convincerla a fuggire da Starling City, avvertendola che Ra's al Ghul li vuole morti. Thea rifiuta, affermando che devono restare e combattere.Infine, Felicity aiuta Ray a sviluppare la sua tecnologia e l'episodio si conclude con Chase che contatta Maseo per informarlo che Malcolm è ancora in città.
- Guest star: Caity Lotz (voce di Sara Lance), Brandon Routh (Ray Palmer), Karl Yune (Maseo Yamashiro), Rila Fukushima (Tatsu Yamashiro), Vinnie Jones (Danny "Brick" Brickwell), Kelly Hu (Chien Na Wei), Austin Butler (Chase), Brandon Nomura (Akio Yamashiro), Christina Cox (sindaco Celia Castle), Keri Adams (giornalista Bethany Snow)
- Ascolti USA: 2 910 000 telespettatori – share 18-49 anni 3%[22]
- Ascolti Italia: 1 642 000 telespettatori – share 6.63%[23]

## Il risveglio
- Titolo originale: Uprising
- Diretto da: Jesse Warn
- Scritto da: Beth Schwartz e Brian Ford Sullivan

### Trama
Nonostante il parere contrario di Tatsu, Oliver decide di tornare a Starling City, sentendosi ora più preparato a sconfiggere Ra's al Ghul grazie alla sua maggiore comprensione dello stile di combattimento dell'avversario. Tatsu lo avverte che conoscere le tecniche di lotta non è sufficiente; solo comprendendo la natura dell'animo del nemico potrà veramente affrontarlo.Nel frattempo, The Glades è sotto il controllo della banda di Brick, e la polizia ha abbandonato il quartiere. Solo Arsenal e Canary riescono a contenere i criminali. Felicity e la squadra, analizzando alcune prove, scoprono che Brick è responsabile dell'omicidio della moglie di Malcolm Merlyn quando era ancora un piccolo criminale. Malcolm ascolta la conversazione attraverso una webcam collegata al computer del rifugio di Arrow e rimane sconvolto, poiché pensava di aver già ucciso l'assassino di Rebecca.Quentin si confronta con Arsenal, rivelando di sapere che lui è in realtà Roy e chiedendogli di sconfiggere Brick. Malcolm offre il suo aiuto alla squadra, ma Diggle e gli altri sono incerti sulla sua proposta. Thea parla con Roy, facendogli capire che, nonostante la crudeltà di Malcolm, lui ha cercato di salvare Starling City ed è stato un padre presente e protettivo.La squadra decide infine di non accettare l'aiuto di Malcolm, ma riconosce la necessità di agire. Roy, Laurel e Diggle, supportati da Sin e Ted, decidono di affrontare Brick e la sua banda a viso aperto con l'aiuto degli abitanti di The Glades. Inizia così una vera battaglia tra i vigilanti e i criminali; i cittadini hanno la meglio. Durante lo scontro, Brick affronta Ted in combattimento: inizialmente Ted sembra avere il sopravvento, ma alla fine viene sconfitto. Roy interviene per salvarlo e successivamente viene aiutato da Laurel.Brick cerca di scappare ma viene raggiunto da Malcolm, che lo sconfigge facilmente grazie anche alle ferite inflittegli da Ted. Malcolm decide di ucciderlo con un colpo di pistola, ma all'ultimo momento Oliver interviene per convincerlo a risparmiarlo. Malcolm giustifica il suo desiderio di vendetta affermando che Brick è responsabile della sua trasformazione in una persona orribile. Oliver lo esorta a diventare un uomo migliore per Thea, portando Malcolm a decidere di risparmiarlo.Attraverso flashback, si scopre che prima della morte della moglie, Malcolm era un uomo buono e un padre amorevole. La sua vita cambiò radicalmente dopo aver appreso dell'omicidio di Rebecca; in preda alla disperazione uccise il sospettato del crimine. Questo gesto lo portò a lasciare Starling City per Nanda Parbat, dove divenne membro della Lega degli Assassini e ricevette il soprannome Al Sa-Her.Tornando al presente, The Glades è stata salvata, ma Sin informa Quentin che la donna che ha visto combattere indossando le vesti di Canary non era Sara. Thea trascorre la serata con Oliver e Malcolm, ringraziando il fratello per la sua tolleranza verso il rapporto con il padre. Oliver comunica a Malcolm che l'arciere nero dovrà addestrarlo poiché solo lui può indicargli come sconfiggere Ra's al Ghul.Quando Oliver torna al rifugio, i suoi amici sono felici di rivederlo, ma il loro entusiasmo svanisce quando Oliver annuncia che Malcolm lavorerà con loro. Felicity esprime la sua rabbia nei confronti della decisione di Oliver; sperava che l'esperienza con Ra's al Ghul lo avesse cambiato in meglio. La sua delusione cresce quando si rende conto che Oliver non è cambiato affatto e ora desidera collaborare con l'uomo che ha spinto la sua amata sorella a uccidere Sara.
- Guest star: Vinnie Jones (Danny "Brick" Brickwell), Bex Taylor-Klaus (Sin), Rila Fukushima (Tatsu Yamashiro), J.R. Ramirez (Ted Grant/Wildcat), Jacob Hoppenbrouwer (Oliver da bambino), Arien Boey (Tommy da bambino), Taylor Dianne Robinson (Nyssa da bambina), Laura Adkins (foto di Rebecca Merlyn), Michael Cram (amico di Malcolm Merlyn)
- Ascolti USA: 2 940 000 telespettatori – share 18-49 anni 4%[24]
- Ascolti Italia: 1 589 000 telespettatori – share 6.25%[25]

## Ritorno alle origini
- Titolo originale: Canaries
- Diretto da: Michael Schultz
- Scritto da: Jake Coburn e Emilio Ortega Aldrich

### Trama
L'episodio inizia con Laurel e Sara, entrambe vestite da Canary, che si affrontano in un combattimento, con Sara che ha la meglio sulla sorella.
48 ore prima: Laurel assiste Oliver e Roy nel fermare un criminale, ma Oliver è sempre più contrario all'idea che Laurel diventi una vigilante. Nel frattempo, Werner Zytle sta per affrontare il suo processo, ma riesce a fuggire, tornando così a piede libero. Malcolm suggerisce a Oliver di coinvolgere Thea nella lotta contro Ra's al Ghul e di rivelarle il suo segreto. Nonostante le riserve di Oliver, decide di seguire il consiglio di Malcolm e rivela a Thea di essere Arrow. La reazione di Thea è positiva; è orgogliosa del fratello e lo abbraccia.Oliver cerca di convincere Laurel a non emulare Sara, sostenendo che diventare una vigilante non la aiuterà a superare i suoi problemi. Laurel lo accusa di ipocrisia, poiché anche lui utilizza la lotta al crimine per sfuggire ai suoi problemi. Dopo aver trovato Werner, Laurel lo affronta, ma lui le inietta della vertigo, facendole vedere la sua più grande paura: Sara. Questo riporta alla scena iniziale dell'episodio, dove Laurel affronta un'illusione di Sara e viene sconfitta. Oliver interviene in suo aiuto mentre Werner riesce a scappare.Oliver porta Laurel al rifugio per curarla dalla vertigo. Quando Thea scende e vede Laurel in quello stato, Oliver la allontana bruscamente. Questo provoca una discussione tra Roy, Felicity e Oliver; entrambi sostengono che non ha il diritto di controllare le decisioni di Thea o di dire a Laurel che non ha le capacità per essere una vigilante. Sottolineano che, durante la sua assenza, sono stati loro a proteggere Starling City.Fuori dal rifugio, Thea incontra Chase e lo invita a casa sua. Nel frattempo, Laurel si riprende e confida a Felicity che la sua paura più grande è sempre stata quella di confrontarsi con Sara. Felicity le spiega che, sebbene Sara fosse una grande combattente, aveva una oscurità dentro di sé che Laurel non possiede; ha invece una luce che la rende capace di diventare un'eroina migliore. Alla fine, Laurel abbraccia Felicity.Diggle parla con Oliver e gli dice che questa non è più la sua battaglia; se dovesse morire un giorno, i suoi amici dovranno continuare senza di lui. Felicity rintraccia Werner e insieme a Oliver e Laurel vanno a combatterlo. Werner tiene prigionieri alcuni scienziati per replicare la vertigo, ma Arrow e Canary riescono a salvarli.Chase, dopo aver passato del tempo con Thea, cerca di avvelenarla ma lei intuisce le sue intenzioni; si scopre che Chase è un membro della Lega degli Assassini. Roy e Malcolm arrivano in soccorso di Thea, ma Chase si suicida ingerendo cianuro.Laurel affronta nuovamente Werner, il quale le inietta ancora vertigo. Questa volta vede sia Sara che Quentin ma riesce a dominare le sue paure e sconfigge Werner. Successivamente va a trovare suo padre al dipartimento per dirgli la verità su Sara; entrambi si abbracciano in lacrime.Thea è scossa dall'accaduto e Malcolm consiglia a Oliver di intraprendere un addestramento con lei in un luogo speciale. Oliver e Thea partono insieme per l'isola di Lian Yu.
Nei flashback: Maseo decide di fuggire da Amanda dopo aver cercato di rubarle Alfa. Saluta Oliver prima di partire. Oliver cerca di contattare la sua famiglia ma viene catturato dagli agenti dell'ARGUS. Amanda fa torturare Oliver per ottenere informazioni su Maseo. Quest'ultimo si fa catturare volontariamente dopo aver appreso della cattura dell'amico per non lasciarlo solo. Alla fine, Oliver viene tramortito da un agente dell'ARGUS e si risveglia in un'auto con Amanda e Maseo; l'ARGUS vuole che continuino la missione nella città dove Chien Na Wei è stata rintracciata, portandoli così a Starling City.
- Guest star: Caity Lotz (Sara Lance/Black Canary), Peter Stormare (Conte Vertigo/Werner Zytle), Karl Yune (Maseo Yamashiro), Cynthia Addai-Robinson (Amanda Waller), Austin Butler (Chase), Brendan Taylor (reporter Anthony Walker)
- Ascolti USA: 2 670 000 telespettatori – share 18-49 anni 3%[26]
- Ascolti Italia: 1 624 000 telespettatori – share 6.58%[27]

## Il ritorno
- Titolo originale: The Return
- Diretto da: Dermott Downs
- Scritto da: Marc Guggenheim e Erik Oleson

### Trama
Oliver e Thea si trovano sull'isola per addestrarsi, ma Oliver decide di visitare Slade nella sua cella, solo per scoprire che è vuota e che la guardia di sicurezza dell'ARGUS è morta. Contatta Malcolm, scoprendo che è stato lui a liberare Slade come parte dell'addestramento, poiché Oliver e Thea devono ucciderlo per affinare il loro istinto omicida. Tuttavia, il cellulare di Oliver smette di funzionare, lasciandolo senza aiuto.Slade cattura Oliver e Thea, ma decide di non ucciderli, rinchiudendoli nella sua cella. In un momento di astuzia, Oliver rompe il braccio di Thea, permettendole di passare attraverso le sbarre e aprire la cella. Dopo la fuga, Oliver rivela a Thea che Malcolm ha manipolato la sua mente per farle uccidere Sara, lasciandola sconvolta. Slade li sorprende di nuovo, ma questa volta Thea riesce a difendersi. Durante un combattimento, Slade mette in seria difficoltà i due fratelli. Alla fine, Thea punta una pistola contro Slade, pronta a ucciderlo.L'episodio presenta anche flashback della missione di Oliver e Maseo a Starling City cinque anni prima. Chien Na Wei aveva organizzato un'asta per vendere Omega, nonostante Alfa potesse essere replicato. In quel periodo, Thea stava affrontando problemi con la droga, mentre Tommy cercava di aiutarla a prendere coscienza delle sue scelte sbagliate. Oliver entra nell'edificio della Queen Consolidated e scopre informazioni su Chien Na Wei e un video del padre.Oliver partecipa a una festa organizzata da Tommy, dove Maseo cerca di coprirlo mentre viola gli ordini di Amanda. Lo spacciatore che vende droga a Thea è presente alla festa e alla fine Oliver lo uccide. Quentin arriva per indagare sulla morte dello spacciatore e rimprovera Laurel per le sue scelte professionali.Maseo trova Oliver e lo costringe a unirsi a lui in missione dopo aver scoperto che l'asta si terrà in un magazzino abbandonato della Queen Consolidated. Oliver inizialmente rifiuta, desiderando ricongiungersi con la sua famiglia. Tuttavia, dopo aver visto un video del padre che lo incoraggia a salvare la città, decide di non abbandonare Maseo.Maseo e gli agenti dell'ARGUS irrompono nel magazzino ma vengono sopraffatti dagli uomini di Chien Na Wei. Proprio quando Maseo è in difficoltà, Oliver arriva in suo soccorso e arresta Chien Na Wei. Laurel realizza che deve tornare a Starling City dopo aver litigato con suo padre.Tornando agli eventi presenti, Oliver convince Thea a risparmiare Slade, poiché Malcolm voleva che lei lo uccidesse per dimostrare di essere come suo padre. Slade viene rinchiuso nuovamente nella cella e avverte Oliver che l'oscurità si è annidata in Thea.Quentin visita la tomba di Sara e scopre da Laurel che sua madre è già al corrente della morte della figlia, il che lo fa arrabbiare per come Laurel ha gestito la situazione. Di ritorno dall'isola, Thea affronta Malcolm esprimendo il suo odio per ciò che le ha fatto fare; pur riconoscendo l'importanza di Malcolm nella lotta contro Ra's al Ghul, non lo considera più suo padre.
- Guest star: Manu Bennett (Slade Wilson), Colin Donnell (Tommy Merlyn), Karl Yune (Maseo Yamashiro), Cynthia Addai-Robinson (Amanda Waller), Marc Singer (Generale Matthew Shrieve), Kelly Hu (Chien Na Wei), Jamey Sheridan (Robert Queen), Roger Croce (Lucas Hilton), Eugene Byrd (Andy Diggle), Jesse Haddock (Jordan Kern), James Rha (Peter Kang)
- Ascolti USA: 2 910 000 telespettatori – share 18-49 anni 4%[28]
- Ascolti Italia: 1 682 000 telespettatori – share 6.95%[29]

## Nanda Parbat
- Diretto da: Gregory Smith
- Scritto da: Wendy Mericle e Ben Sokolowski (soggetto); Erik Oleson e Ben Sokolowski (sceneggiatura)

### Trama
Malcolm addestra Oliver nella scherma, mentre Thea, sopraffatta dal senso di colpa, confessa a Laurel di essere stata lei a uccidere Sara, manipolata da Malcolm attraverso delle droghe. Laurel la perdona, ma non comprende perché ora combatte al suo fianco dopo averla manipolata. Thea risponde che non ha scelta, ma Laurel le fa notare che deve essere lei a prendere le proprie decisioni.Laurel affronta Oliver, rimproverandolo per non averle detto che Malcolm è responsabile della morte di Sara e per difenderlo. Oliver cerca di spiegare che ha bisogno di Malcolm per sconfiggere Ra's al Ghul, ma Laurel esprime la sua delusione, affermando di non ricordare nemmeno perché fosse innamorata di lui.Determinata a vendicare Sara, Laurel decide di tendere un agguato a Malcolm. I due si affrontano e Laurel gli punta contro una pistola, ma Nyssa e alcuni membri della Lega degli Assassini interrompono lo scontro e catturano Malcolm; Thea aveva chiamato la Lega seguendo il consiglio di Laurel. Oliver viene avvisato da Laurel e corre in soccorso di Malcolm, convinto che non rivelerà mai alla Lega che è stata Thea a uccidere Sara.Mentre la Lega cerca di portare via Malcolm in elicottero, Oliver affronta Nyssa e riesce a catturarla. La rinchiude nel suo rifugio e le chiede dove si trovi Nanda Parbat. Nyssa rivela la posizione del covo della Lega, sicura che suo padre ucciderà Oliver. Nonostante le obiezioni di Thea e degli altri membri della squadra, Oliver è determinato a salvare Malcolm, poiché non vuole che anche sua sorella viva con il peso della morte di un genitore.Diggle decide di accompagnare Oliver a Nanda Parbat su consiglio di Lyla. Nel frattempo, Felicity si concentra su Ray per evitare che Oliver si consumi nell'ossessione per la vendetta. Ray confessa a Felicity che quando è con lei pensa solo a lei e alla fine i due trascorrono una notte insieme.
Nei flashback a Hong Kong, Oliver e Maseo tornano in Cina e fanno rapporto sulla loro missione. Il generale Shrieve li informa che la missione non è più dell'ARGUS ma dell'esercito e si congratula con Oliver per il suo operato. Mentre salutano Maseo, Tatsu e Akio al porto, vengono attaccati da agenti dell'ARGUS; inizia un conflitto a fuoco e Oliver è costretto a fuggire con Akio.Malcolm viene portato a Nanda Parbat e supplica il perdono del suo maestro, ma Ra's al Ghul è deciso a ucciderlo dopo averlo torturato. Oliver e Diggle fanno irruzione nella base della Lega per salvare Malcolm, ma cadono nella trappola di Ra's al Ghul.A Starling City, Roy parla con Thea riguardo al senso di colpa legato all'aver ucciso una persona senza rendersene conto; condivide la sua esperienza passata sotto l'effetto del Mirakuru. Dopo una serata romantica con Felicity, Ray indossa finalmente la sua armatura ATOM e spicca il volo.Thea si confronta con Nyssa e le confessa di essere stata lei ad uccidere Sara, nonostante fosse manipolata da Malcolm. Le offre la sua spada, lasciando a Nyssa la decisione su come procedere.Oliver confessa a Diggle che non è andato a Nanda Parbat solo per salvare Malcolm, ma anche per vendicarsi di Ra's al Ghul per lo scontro che quasi gli costò la vita. Diggle esprime il suo affetto per Oliver come un fratello e spera che lui sia il testimone al suo matrimonio.Quando Oliver viene portato davanti a Ra's al Ghul, chiede clemenza per Diggle. Ra's sorprende Oliver proponendogli di prendere il suo posto come "nuovo Ra's al Ghul".
- Guest star: Brandon Routh (Ray Palmer/Atom), Matt Nable (Ra's al Ghul), Katrina Law (Nyssa al Ghul), Karl Yune (Maseo Yamashiro), Rila Fukushima (Tatsu Yamashiro), Marc Singer (generale Matthew Shrieve), Audrey Marie Anderson (Lyla Michaels), Brandon Nomura (Akio Yamashiro)
- Ascolti USA: 3 070 000 telespettatori – share 18-49 anni 3%[30]
- Ascolti Italia: 1 546 000 telespettatori – share 6.23%[31]

## L'offerta
- Titolo originale: The Offer
- Diretto da: Dermott Downs
- Scritto da: Beth Schwartz e Brian Ford Sullivan

### Trama
Ra's al Ghul chiede a Oliver di prendere il suo posto, spiegando che è destinato a morire solo, allontanato dalle persone che cerca di proteggere. Nel frattempo, Nyssa si rifiuta di uccidere Thea, affermando che la morte di Sara sarà vendicata con la morte di Malcolm. Roy e Laurel arrivano in quel momento e attaccano Nyssa; sebbene sembri avere la meglio, Roy riesce a colpirla con un proiettile tranquillante.Ra's offre a Oliver una scelta: se rifiuta, potrà tornare a casa con Diggle e Malcolm come segno di gratitudine della Lega. Oliver decide di tornare a casa, lasciando intendere che rifletterà sull'offerta. Tornato nel loft di Thea, lascia Malcolm lì, suscitando la disapprovazione della sorella. Oliver realizza che l'offerta non può distrarlo dal suo lavoro di vigilante; infatti, Michael Amar, soprannominato "Mormoro" per le labbra cucite, sta progettando una rapina a un camion pieno di gioielli. Sebbene il Team Arrow rallenti la rapina, Amar riesce a fuggire con alcune casse contenenti diamanti industriali.Oliver porta al capitano Lance alcuni componenti della banda di Mormoro, ma Lance scopre che Oliver sapeva della morte di Sara e lo accusa di averlo tenuto all'oscuro. Al loft, Thea esprime il suo risentimento per il fatto che Malcolm non sia morto e confessa che lo rifarebbe. Malcolm incita Thea a ucciderlo per non farla più soffrire.A Nanda Parbat, Nyssa chiede al padre perché Malcolm sia ancora vivo. Ra's spiega che ha scelto Oliver come suo successore perché ha sopravvissuto alla sua spada. Indignata dalla scelta del padre, Nyssa attacca Ra's con la spada, ma lui para il colpo e lei abbandona la città sotterranea. Ra's immerge la mano ferita in acque curative che rimarginano automaticamente il taglio.A Starling City, Oliver rivela a Diggle l'offerta di Ra's e ammette che le sue profezie sul suo futuro stanno iniziando a realizzarsi. Racconta degli eventi con Lance e del fatto che Felicity sta ora con Ray Palmer. Thea spiega a Oliver che non ha ucciso Malcolm per paura del giudizio della madre su di lei. Malcolm avverte Oliver che l'offerta di Ra's è in realtà un ordine legato a una profezia: chi sopravvive alla spada diventa Ra's al Ghul.Laurel visita il padre in centrale per scusarsi e ripetere che non abbandonerà mai la speranza di essere perdonata. Nel frattempo, il Team Arrow scopre che Amar è interessato ai diamanti industriali perché possono essere trasformati in proiettili efficaci. Rimasti soli, Oliver e Felicity parlano; lei sa che lui sta considerando l'offerta di Ra's e Oliver confessa di non ricordare più perché sia diventato Arrow.Amar assalta la centrale di polizia mentre Lance e Laurel sono presenti. Quando tutto sembra andare a favore di Mormoro, Nyssa arriva seguita da Arrow e Arsenal. Amar tenta di scappare ma viene catturato da Oliver e lasciato al Capitano Lance.Thea va da Roy e chiede se può passare la notte da lui; i due si baciano. Fuori dalla centrale, Laurel incontra Nyssa e scoprono entrambe di avere problemi con i loro padri; Nyssa si offre di addestrarla a combattere. Tornato al nascondiglio, Oliver ringrazia Felicity per averlo aiutato a ricordare il motivo della sua crociata: rimediare agli errori del padre. Decide quindi di rifiutare l'offerta di Ra's.Nei flashback: Oliver e Akio fuggono dagli uomini dell'ARGUS tornando a Hong Kong. Akio ricorda il consiglio del padre: se si fossero separati, dovevano rifugiarsi in un giardino botanico. Quando vi si recano, scoprono che è sorvegliato dall'ARGUS e fuggono, imbattersi infine in Shado.A Starling City, Oliver comunica a Maseo la sua decisione; Maseo lo avverte delle conseguenze se continua a opporsi a Ra's al Ghul. Nel finale dell'episodio, i criminali legati ad Amar vengono attaccati e uccisi da Arrow sotto le vesti dell'incappucciato; si scopre però che dietro quella maschera c'è Ra's al Ghul stesso.
- Guest star: Brandon Routh (Ray Palmer), Matt Nable (Ra's al Ghul), Celina Jade (Mei), Katrina Law (Nyssa al Ghul), Karl Yune (Maseo Yamashiro), Brandon Nomura (Akio Yamashiro), Adrian Glynn McMorran (Michael "Mormoro" Amar), Natasha Gayle (Talibha)
- Ascolti USA: 2 560 000 telespettatori – share 18-49 anni 3%[32]
- Ascolti Italia: 1 166 000 telespettatori – share 4.72%[33]

## Tendenze suicide
- Titolo originale: Suicidal Tendencies
- Diretto da: Jesse Warn
- Scritto da: Keto Shimizu

### Trama
Lyla e Diggle si sposano, con Ray che officia la cerimonia. Tuttavia, il momento di gioia viene interrotto da una notizia inquietante: Arrow ha ripreso a uccidere. Oliver e i suoi amici comprendono che i criminali uccisi sono stati eliminati dalla Lega degli Assassini, che sta cercando di incolpare Arrow per mettere Starling City contro di lui e facilitare l'ingresso di Oliver nella Lega. Mentre Diggle e Lyla si preparano per la luna di miele, Floyd Lawton si presenta con una missione per Lyla: deve recarsi nella Repubblica di Kasnia per salvare un gruppo di ostaggi, tra cui il senatore Joseph Cray, rapiti da un gruppo terroristico. Ray indice una conferenza stampa in cui annuncia che utilizzerà le sue risorse per catturare Arrow. Diggle decide di unirsi a Lyla e Floyd nella missione, insieme a Carrie Cutter.Oliver entra in un covo criminale, ma scopre che i delinquenti sono già stati uccisi dalla Lega. Durante un confronto con tre di loro, Maseo interrompe lo scontro e avverte Oliver che tutto questo non finirà finché non accetterà di diventare il nuovo capo della Lega degli Assassini.Ray, indossando l'armatura, scopre l'identità di Arrow grazie a un software di riconoscimento facciale e confronta Felicity, intuendo che lei è a conoscenza del segreto di Oliver. Felicity cerca di difendere Oliver, ma Ray si sente deluso per i segreti che lei ha tenuto nascosti.Ray parla con Laurel per informarla che Oliver e Arrow sono la stessa persona, sperando di ottenere il suo supporto. Laurel difende Oliver, facendo capire a Ray che l'assistente procuratore è in realtà Canary. Felicity è preoccupata per l'evoluzione della situazione; Oliver sostiene che Ray non sia adatto a Felicity perché è simile a lui, ma Felicity ritiene che Ray le permetta di essere parte della sua vita.Ray attira Oliver e Roy in una trappola e affronta Roy con facilità. Dopo aver sconfitto Roy, Ray affronta Oliver e si rende conto che è una brava persona; Oliver decide quindi di fidarsi di lui.Nel frattempo, Diggle, Lyla, Floyd e Carrie entrano nell'edificio dove sono tenuti gli ostaggi, scoprendo che non sono terroristi ma mercenari assoldati dal senatore Cray. Cray aveva inscenato tutto per guadagnare popolarità nelle elezioni imminenti. Quando Cray decide di far uccidere Diggle e gli altri, Floyd si sacrifica rimanendo sul tetto dell'edificio per coprire la fuga dei suoi compagni.Floyd muore nell'esplosione mentre Diggle e Lyla tornano a casa. Cray riesce a farla franca e Floyd viene ingiustamente accusato del sequestro. Lyla decide di licenziarsi dall'ARGUS perché non vuole più fare lavori sporchi e desidera essere un buon esempio per Sara.Ray e Felicity si riconciliano dopo aver parlato delle loro differenze. In una riunione del consiglio cittadino con Ray, Laurel, Felicity, Quentin e il sindaco Celia Castle, quest'ultima viene uccisa da Maseo con un colpo di freccia.Nei flashback: Floyd Lawton ricorda il suo passato come soldato sposato con una figlia; dopo essersi ritirato dall'esercito non riesce ad adattarsi alla vita normale a causa degli orrori della guerra. Alla fine viene arrestato dopo aver minacciato sua moglie con una pistola. Mentre era in prigione, riceve un ingaggio dall'HIVE per assassinare Andy Diggle.Tornando agli eventi presenti, John e Lyla affrontano i mercenari di Cray mentre quest'ultimo aziona una bomba per distruggere l'edificio. Diggle, Lyla e Carrie riescono a scappare portando in salvo gli ostaggi.
- Guest star: Brandon Routh (Ray Palmer/Atom), Karl Yune (Maseo Yamashiro), Michael Rowe (Floyd Lawton/Deadshot), Audrey Marie Anderson (Lyla Michaels), Amy Gumenick (Carrie Cutter/Cupido), Christina Cox (sindaco Celia Castle), Steven Culp (senatore Joseph Cray), Carmen Moore (Mina Fayad), Erika Walter (Susie Lawton), Audrey Wise Alvarez (Zoe Lawton), Keri Adams (giornalista Bethany Snow)
- Ascolti USA: 2 860 000 telespettatori – share 18-49 anni 4%[34]
- Ascolti Italia: 1 366 000 telespettatori – share 5.62%[35]

## Nemico pubblico
- Titolo originale: Public Enemy
- Diretto da: Dwight Little
- Scritto da: Marc Guggenheim e Wendy Mericle

### Trama
Maseo, dopo aver ucciso il sindaco Castle, scaglia una freccia contro Felicity, ma Ray riesce a proteggerla, venendo ferito. Portato in ospedale, Ray riceve una notizia preoccupante: la ferita ha creato un coagulo di sangue nel cervello che potrebbe causargli seri problemi. Nonostante Ray suggerisca di utilizzare i suoi nano-robot per rimuovere il coagulo, il medico rifiuta poiché le terapie sperimentali non sono permesse.
Oliver si rende conto di dover fermare Maseo e chiede a Nyssa dove trovarlo. Con l'aiuto di Nyssa, Oliver, Laurel e Roy riescono a trovare Maseo e i suoi uomini, ma sono costretti a ritirarsi quando arriva la polizia. Nel frattempo, Felicity riceve una visita inaspettata da sua madre, Donna Smoak, che la aiuta a distrarre il medico di Ray. Felicity inietta a Ray un liquido contenente i nano-robot, che riescono a rimuovere il coagulo.Maseo cattura Quentin e lo porta da Ra's al Ghul, che rivela al capitano che Oliver è Arrow e che Sara è stata con lui sull'isola. Questa scoperta porta Quentin a mobilitare le sue forze per catturare Oliver, congelando anche i conti in banca di Thea.Nei flashback a Hong Kong, Oliver e Akio incontrano Mei, la gemella di Shado. Mei ospita Oliver e Akio e chiede notizie di sua sorella e del padre Yao Fei. Oliver mente dicendo di non sapere cosa sia successo alla loro famiglia. Quando Mei chiama la polizia, gli agenti di Amanda entrano in casa per catturare Oliver, ma Maseo e Tatsu arrivano in tempo per salvarli. Oliver confessa a Mei la verità sulla morte di Shado e Yao Fei, permettendole così di trovare un po' di pace.Tornando agli eventi presenti, Ray si riprende completamente e confessa a Felicity di amarla. Tuttavia, Donna avverte Felicity che non potrà mai amare Ray finché penserà a Oliver. Nel frattempo, Oliver decide di costituirsi per fermare gli omicidi legati ad Arrow. Con l'aiuto di Laurel, fa promettere a Quentin di lasciare in pace Diggle, Felicity e Roy.Durante il trasporto in prigione, Quentin confronta Oliver riguardo alla sua relazione con Sara e lo accusa delle morti di Tommy, Sara e Moira. Mentre il furgone blindato viene fermato da un misterioso Arrow, si scopre che è Roy a indossare il costume per proteggere Oliver.Questa serie di eventi porta a tensioni crescenti tra i personaggi principali mentre le alleanze si formano e si rompono nel tentativo di affrontare le minacce esterne e interne.
- Guest star: Brandon Routh (Ray Palmer), Matt Nable (Ra's al Ghul), Katrina Law (Nyssa al Ghul), Charlotte Ross (Donna Smoak), Celina Jade (Mei), Karl Yune (Maseo Yamashiro), Rila Fukushima (Tatsu Yamashiro), Brandon Nomura (Akio Yamashiro), Keri Adams (giornalista Bethany Snow), Richard Keats (dott. Lockhart)
- Ascolti USA: 2 480 000 telespettatori – share 18-49 anni 3%[36]
- Ascolti Italia: 1 408 000 telespettatori – share 6.00%[37]

## La fine di Arrow
- Titolo originale: Broken Arrow
- Diretto da: Doug Aarniokoski
- Scritto da: Jake Coburn (soggetto); Ben Sokolowski e Brian Ford Sullivan (sceneggiatura)

### Trama
Roy si trova in carcere dopo essersi spacciato per Arrow, ma Quentin è consapevole che Roy lo sta coprendo. Con un mandato di perquisizione, Quentin fa mettere sottosopra il Verdant e scopre il nascondiglio di Arrow, ma Felicity e Diggle avevano già rimosso tutte le prove, lasciando solo le impronte di Roy. Oliver cerca di tirare fuori Roy dal carcere, ma lui rifiuta, convinto di meritarsi la punizione per la morte dell'agente di polizia ucciso sotto l'effetto del Mirakuru.Nel frattempo, un metaumano di nome Jake Simmons inizia a mietere vittime. Oliver decide di fermarlo, ma sa che affrontarlo come Arrow metterebbe a rischio la copertura di Roy. Così chiede aiuto a Ray, che indossa la sua armatura per affrontare Jake. Tuttavia, Ray viene sconfitto e costretto a ritirarsi.Roy viene aggredito dai detenuti in prigione, ma riesce a difendersi. Thea è preoccupata per lui e teme che non possa cavarsela da solo. Oliver cerca di insegnare a Ray a fare affidamento sul suo istinto oltre che sulla tecnologia della sua armatura. Si sente impotente, poiché Ra's al Ghul ha privato Arrow della sua identità.Ray affronta nuovamente Jake, questa volta con Oliver che manovra l'armatura da remoto. Durante il combattimento, Jake danneggia l'armatura, costringendo Ray a combattere da solo. Proprio quando sembra soccombere, Oliver gli ricorda che ha il cuore di un vero eroe, e Ray ritrova la fiducia in se stesso e sconfigge Jake. Tuttavia, Roy viene accoltellato da un secondino.Nei flashback a Hong Kong, Oliver decide di infiltrarsi nella base dell'ARGUS per convincere Amanda a lasciare in pace lui e i suoi amici. Scopre che la base è stata attaccata dai soldati di Shrieve e che Amanda è gravemente ferita. Shrieve intende usare un virus per distruggere la Cina e Amanda rivela che saranno immuni grazie all'antidoto.Oliver, Maseo e Tatsu rubano l'antidoto per fermare Shrieve. Tornando al presente, il detective Lance informa Oliver e Thea che Roy è morto. Tuttavia, Felicity e Diggle rivelano che Roy è vivo; il secondino era una spia dell'ARGUS che ha inscenato la sua morte con un betabloccante.Ray porta Jake a Central City e lo rinchiude nei laboratori STAR, ma Cisco scopre che Jake non era presente durante l'attivazione dell'acceleratore di particelle e quindi ha ottenuto i suoi poteri in un altro modo. Roy saluta i suoi amici prima di lasciare Starling City.Nel loft di Thea, Ra's al Ghul si presenta e le dice che Oliver prenderà il suo posto. Thea replica affermando che suo fratello lo ucciderà e tenta di fuggire. Dopo un breve combattimento, Ra's sconfigge Thea e la trafigge con la sua spada prima di andarsene.
- Guest star: Brandon Routh (Ray Palmer/Atom), Matt Nable (Ra's al Ghul), Karl Yune (Maseo Yamashiro), Rila Fukushima (Tatsu Yamashiro), Marc Singer (generale Matthew Shrieve), Cynthia Addai-Robinson (Amanda Waller), Carlos Valdes (Cisco Ramon), Adrian Holmes (Frank Pike), Brandon Nomura (Akio Yamashiro), Doug Jones (Jake Simmons/Deathbolt), Keri Adams (giornalista Bethany Snow)
- Ascolti USA: 2 470 000 telespettatori – share 18-49 anni 3%[38]
- Ascolti Italia: 1 429 000 telespettatori – share 6.01%[39]

## La caduta
- Titolo originale: The Fallen
- Diretto da: Antonio Negret
- Scritto da: Wendy Mericle e Oscar Balderrama

### Trama
Oliver entra nel loft di Thea e la trova gravemente ferita a terra. Senza perdere tempo, la porta di corsa all'ospedale, ma i medici non possono fare molto per lei; le rimane poco da vivere. Malcolm arriva in ospedale e si inginocchia accanto al letto di Thea, in lacrime. Maseo attira l'attenzione di Oliver con un fumogeno, e quando Oliver lo raggiunge, lo colpisce con un pugno, pensando che sia stato lui a ridurre Thea in quello stato. Maseo però rivela che la colpa è di Ra's al Ghul, ma aggiunge anche che Thea può essere salvata.Oliver si confronta con Felicity, Diggle e Malcolm, spiegando che la Lega degli Assassini salverà Thea a patto che lui diventi l'erede di Ra's al Ghul. Malcolm capisce che il Demone intende immergere Thea nel Pozzo di Lazzaro, le acque magiche che hanno permesso a Ra's di vivere per oltre quattrocento anni. Oliver, Malcolm, Felicity e Diggle partono per Nanda Parbat portando con loro Thea. Felicity chiede a Ray di utilizzare il suo jet privato; Ray accetta, comprendendo che Felicity è innamorata di Oliver.Arrivati a Nanda Parbat, Ra's al Ghul invita Oliver e i suoi amici a sistemarsi lì. Diggle confronta Maseo, rimproverandolo per costringere Oliver a fare ciò che sta per fare, sostenendo che i membri della Lega sono codardi che fuggono dai loro problemi. Thea viene immersa nel Pozzo di Lazzaro, che rigenera istantaneamente tutte le sue ferite.Oliver deve rispettare i patti e prendere il suo posto come capo della Lega degli Assassini. Felicity avverte Ra's al Ghul che lei e i suoi amici hanno i mezzi per combatterlo e minaccia di scatenare una guerra contro di lui se obbliga Oliver a prendere il suo posto. Ra's racconta a Felicity della sua vita passata, rivelando che ha dovuto abbandonare la sua famiglia senza nemmeno dirle addio. Offrendo a Felicity l'opportunità di passare un'ultima notte con Oliver, Felicity lo visita nella sua stanza e trascorrono la notte insieme.Dopo aver fatto l'amore, Felicity decide di brindare con Oliver ma aggiunge del sonnifero nel suo bicchiere. Insieme a Diggle e Malcolm, cerca di portare via Oliver e Thea da Nanda Parbat attraverso le catacombe. I membri della Lega cercano di fermarli, ma Maseo li aiuta a scappare. Tuttavia, vengono circondati dai guerrieri della Lega. Quando Oliver si risveglia, riesce a convincere i guerrieri a risparmiare i suoi amici, permettendo loro di andarsene con Thea.Nei flashback a Hong Kong, Oliver, Maseo e Tatsu tentano di fermare i soldati di Shrieve dal rilasciare un virus mortale. Maseo inizialmente è contrario all'idea di intervenire, ma Tatsu sostiene che sia loro dovere aiutare Oliver. Purtroppo, i loro sforzi falliscono e il virus viene rilasciato.Tornando agli eventi presenti, Oliver dice addio ai suoi amici e abbraccia Diggle dicendogli che lo considera un fratello; infine bacia Felicity. Tornati a Starling City, Thea si riprende finalmente e Malcolm le racconta ciò che è successo; ora desidera rimanere in città per stare vicino alla figlia. Felicity visita Laurel e le confida che teme per Oliver.Ra's al Ghul scopre che qualcuno ha cercato di aiutare gli amici di Oliver a scappare dalle catacombe e costringe Oliver a rivelargli il nome del traditore. Per proteggere Maseo, Oliver decide di non dire nulla; tuttavia Maseo confessa comunque. Ra's lo perdona, affermando che avrà un ruolo fondamentale nella trasformazione di Oliver.Dopo aver sottoposto Oliver a un rito e averlo vestito con la divisa della Lega degli Assassini, Ra's al Ghul ribattezza Oliver "Al Sah-him" (l'Arciere).
- Guest star: Brandon Routh (Ray Palmer), Matt Nable (Ra's al Ghul), Karl Yune (Maseo Yamashiro/Sarab), Rila Fukushima (Tatsu Yamashiro), Marc Singer (generale Matthew Shrieve), Françoise Yip (sacerdotessa)
- Ascolti USA: 2 720 000 telespettatori – share 18-49 anni 3%[40]
- Ascolti Italia: 1 414 000 telespettatori – share 6.17%[41]

## Al Sah-him
- Titolo originale: Al Sah-him
- Diretto da: Thor Freudenthal
- Scritto da: Beth Schwartz (soggetto); Brian Ford Sullivan e Emilio Ortega Aldrich (sceneggiatura)

### Trama
Oliver, diventato Al Sah-him e ufficialmente parte della Lega degli Assassini, viene addestrato personalmente da Ra's al Ghul nell'arte della spada. Durante questo intenso addestramento, subisce un profondo ricondizionamento psicologico per rinunciare completamente alla sua identità di Oliver Queen. A dimostrazione di questo processo, durante uno degli allenamenti gli viene presentato un intruso che si rivela essere John Diggle (in realtà un prigioniero comune, apparso tale a causa di una droga somministratagli durante l'addestramento). Oliver lo giustizia senza pietà.Ra's racconta a Oliver del suo rivale Damien Darhk, scampato alla sua spada, che ha formato una propria organizzazione e continua a causargli problemi. Inoltre, rivela che anche Oliver e la sua vecchia squadra hanno avuto a che fare con i complici di Darhk, Mark Shaw e Gholem Qadir. Ra's afferma che il regno di Al Sah-him deve essere libero da rivali e ordina a Oliver di eliminare Nyssa, l'erede al trono.Nyssa si è trasferita a Starling City per addestrare Laurel nel combattimento e nella sopravvivenza, e inizia a godersi la sua vita. Tuttavia, in un momento di tranquillità, Laurel rivela a Nyssa dell'ingresso di Oliver nella Lega. Scossa dalla notizia, Nyssa avverte che Oliver verrà a cercarla con i suoi uomini per fermare qualsiasi pretesa alla sua eredità e decide di affrontarli a viso aperto.Laurel chiede aiuto a Diggle e Felicity, i quali accettano riluttanti di affrontare Oliver. Nel frattempo, Al Sah-him entra in città con Maseo e altri membri della Lega, dirigendosi verso il tetto dove è morta Sara, consapevole che lì troverà Nyssa. I due assassini si affrontano e Oliver sembra avere la meglio, ma Laurel e la sua squadra intervengono costringendolo alla ritirata.Sotto consiglio di Maseo, Oliver rapisce Lyla e minaccia Diggle, promettendo la sicurezza della moglie solo se gli sarà consegnata Nyssa. Diggle è pronto a consegnarla, ma Laurel lo convince a non farlo, sottolineando che non è quel tipo di persona e che perderebbe se stesso come è successo a Oliver.L'ex squadra di Oliver si presenta al luogo dello scambio e apparentemente consegna Nyssa ad Al Sah-him. Tuttavia, Felicity passa segretamente delle armi a Lyla, che libera Nyssa dando il via allo scontro. Durante il combattimento tra Maseo e gli altri contro Nyssa, Laurel e Lyla, Oliver affronta Diggle e lo ferisce. Proprio quando sta per infliggergli il colpo finale, Thea interviene colpendolo al braccio con una freccia. Oliver scappa portando con sé Nyssa.Felicity rivela a Thea che Roy è vivo e le consiglia di raggiungerlo, poiché ha l'opportunità di stare accanto all'uomo che ama.Nei flashback vediamo Oliver, Tatsu e Maseo fuggire da un Hong Kong in preda al caos mentre cercano di fermare i soldati del generale Shrieve dal rilasciare un virus mortale. I tre tentano di impedire i piani di Shrieve ma falliscono nel loro intento.Tornando agli eventi presenti, Oliver saluta i suoi amici con un abbraccio a Diggle — dicendogli che lo considera un fratello — e baciando Felicity. Una volta tornati a Starling City, Thea si riprende finalmente e Malcolm le racconta ciò che è successo; ora desidera rimanere in città per stare vicino alla figlia. Felicity visita Laurel e le confida le sue preoccupazioni su Oliver.Ra's al Ghul scopre che qualcuno ha tentato di aiutare gli amici di Oliver a fuggire dalle catacombe e costringe Oliver a rivelargli il nome del traditore. Per proteggere Maseo, Oliver decide di non dire nulla; tuttavia Maseo confessa comunque. Ra's lo perdona affermando che avrà un ruolo fondamentale nella trasformazione di Oliver.Dopo aver sottoposto Oliver a un rito e averlo vestito con la divisa della Lega degli Assassini, Ra's al Ghul ribattezza Oliver "Al Sah-him" (l'Arciere).
- Guest star: Matt Nable (Ra's al Ghul), Karl Yune (Maseo Yamashiro), Rila Fukushima (Tatsu Yamashiro), Katrina Law (Nyssa al Ghul), Audrey Marie Anderson (Lyla Michaels), Brandon Nomura (Akio Yamashiro)
- Ascolti USA: 2 390 000 telespettatori – share 18-49 anni 3%[42]
- Ascolti Italia: 1 400 000 telespettatori – share 5.93%[43]

## Questa è la tua spada
- Titolo originale: This Is Your Sword
- Diretto da: Wendey Stanzler
- Scritto da: Erik Oleson (storia); Ben Sokolowski e Brian Ford Sullivan (sceneggiatura)

### Trama
Diggle, Laurel e Felicity continuano a combattere il crimine a Starling City, mentre Thea si unisce a Roy, che ora lavora in un'officina sotto il nome di Jason. Ra's al Ghul sta per attuare il suo piano di sterminio degli abitanti di Starling City utilizzando il virus Omega, e Maseo è stato colui che ha fornito il virus a Ra's quando ha deciso di unirsi alla Lega degli Assassini. Tuttavia, Oliver non ha realmente perso il controllo di se stesso; sta solo fingendo di abbandonarsi alla sua nuova identità. Infatti, lui e Merlyn stanno segretamente cospirando contro Ra's al Ghul.Oliver informa Merlyn del piano di Ra's di utilizzare Omega contro Starling City e gli chiede di avvisare la sua vecchia squadra, coinvolgendo anche Tatsu. Nel frattempo, Ra's cerca di convincere Nyssa a sposare Oliver, sottolineando che un matrimonio tra loro garantirà un erede per la Lega degli Assassini. Nyssa, però, è riluttante e decide di affrontare la situazione a viso aperto.Merlyn e Tatsu avvisano l'ex squadra di Oliver della minaccia imminente, e insieme decidono di recarsi a Nanda Parbat per fermare la Lega. Felicity è indecisa su cosa fare, ma Tatsu la incoraggia a combattere per Oliver, avvertendola di non commettere lo stesso errore che fece lei quando abbandonò Maseo.La squadra composta da Merlyn, Diggle, Felicity, Tatsu, Laurel e Ray arriva a Nanda Parbat e affronta la Lega. Ray utilizza la sua armatura per distruggere il jet con cui Ra's intende diffondere il virus. Tatsu affronta Maseo e lo rimprovera per averla abbandonata nei momenti difficili, ma lui è determinato a combattere.Nei flashback ambientati a Hong Kong, le condizioni di Akio peggiorano a causa della sua giovane età e del sistema immunitario debole. Maseo e Oliver tentano di infiltrarsi nella base di Shrieve per ottenere una cura, ma scoprono che le fiale in loro possesso contengono solo insulina poiché Shrieve è diabetico. Purtroppo, Akio muore durante l'operazione.Tornando agli eventi presenti, Tatsu uccide Maseo, il quale la ringrazia perché finalmente si sente libero. La Lega cattura tutta la squadra e Ra's al Ghul rivela che il suo piano non era quello di diffondere il virus con il jet, ma piuttosto una trappola per farli uscire allo scoperto. Oliver parla con Diggle e gli assicura che non ha perso il controllo; tutto fa parte del suo piano per sconfiggere Ra's al Ghul. Tuttavia, questo aumenta la rabbia di Diggle, che si sente tradito per aver messo Lyla in pericolo.Merlyn rivela a Ra's al Ghul che Oliver è un traditore, ma Ra's lo considera solo un bugiardo. Dopo momenti intimi con Thea, Roy decide di lasciarla senza dirle nulla e le consegna una lettera in cui spiega che deve vivere la sua vita senza farsi influenzare da nessuno.A Nanda Parbat, Ra's al Ghul mette alla prova la fedeltà di Oliver costringendolo a uccidere i suoi amici. Oliver contamina Felicity, Diggle, Ray, Laurel e Merlyn con una fiala di Omega e li rinchiude in cella; solo Tatsu è esclusa poiché è vaccinata contro il virus.Inizia la cerimonia nuziale tra Oliver e Nyssa. Durante la cerimonia, Nyssa tenta di uccidere Oliver con un coltello ma lui riesce a fermarla senza problemi. Nonostante questo imprevisto, la cerimonia prosegue mentre gli amici di Oliver iniziano lentamente a morire.
- Guest star: Brandon Routh (Ray Palmer), Matt Nable (Ra's al Ghul), Katrina Law (Nyssa al Ghul), Rila Fukushima (Tatsu Yamashiro), Karl Yune (Maseo Yamashiro), Marc Singer (generale Matthew Shrieve), Brandon Nomura (Akio Yamashiro), Françoise Yip (sacerdotessa), Colton Haynes (Roy Harper).
- Ascolti USA: 2 540 000 telespettatori – share 18-49 anni 3%[44]
- Ascolti Italia: 1 607 000 telespettatori – share 7.07%[45]

## Il mio nome è Oliver Queen
- Titolo originale: My Name Is Oliver Queen
- Diretto da: John Behring
- Scritto da: Greg Berlanti e Andrew Kreisberg (soggetto); Marc Guggenheim e Jake Coburn (sceneggiatura)

### Trama
Oliver è in viaggio con Ra's al Ghul e Nyssa verso Starling City, dove deve compiere l'ultimo gesto per dimostrare la sua fedeltà e diventare il nuovo erede del Demone: utilizzare il virus Alfa e Omega per sterminare tutti gli abitanti della sua città natale. Tuttavia, Felicity, Diggle, Ray, Laurel e Merlyn, rinchiusi in cella con una fiala del virus, non stanno morendo poiché Malcolm ha iniettato loro un vaccino sintetizzato dal sangue di Oliver, assunto cinque anni prima.In loro soccorso arriva Barry Allen, che riesce a liberarli e spiega che Oliver, nonostante il suo apparente cambiamento, ha ancora bisogno di loro. Nel frattempo, l'aereo che trasporta Ra's al Ghul, Oliver e Nyssa presenta dei problemi a causa di un sabotaggio. Ra's sospetta che sia stata Nyssa a manometterlo, ma Oliver rivela di essere stato lui. Dopo un combattimento tra i due, Ra's scappa dall'aereo con l'unico paracadute disponibile, promettendo vendetta a Oliver.Oliver e Nyssa riescono a salvarsi attuando un atterraggio d'emergenza e si ricompongono con i loro compagni, spiegando cosa sia successo. Oliver rivela che ha mantenuto vicino Malcolm perché era l'unico in grado di conoscere bene Ra's al Ghul e aiutarlo a sconfiggerlo. Il piano originale di Oliver era distruggere Ra's e il virus all'interno della Lega degli Assassini; poiché non ci è riuscito, ha dovuto attuare un piano B: sabotare l'aereo.Oliver si scusa con i suoi compagni, ma Diggle non accetta le sue scuse e lo colpisce con un pugno, sebbene decida di collaborare con lui per salvare la città. Così il team Arrow si mette alla ricerca di Ra's. Felicity scopre che Damien Darhk, rivale di Ra's per il titolo di erede al Demone, è in città; quindi l'ascesa di Oliver come Ra's è solo una scusa per usare il virus contro di lui. Decidono quindi di provare a scambiare Damien con il virus, anche se è un piano spietato.Oliver entra nell'hotel dove alloggia Damien, ma scopre che è già fuggito dopo aver appreso i piani di Ra's. Trova solo un suo emissario, che viene ucciso da Ra's poco dopo. Nonostante Damien sia scappato, Ra's informa Oliver che ha già messo in atto la fine della città spargendo il virus in quattro punti diversi.Nel frattempo, Laurel cerca di convincere suo padre a mettere da parte l'odio verso lei e Oliver per lavorare insieme a salvare la città. Felicity e Ray lavorano su un sistema per neutralizzare il virus e diffondere il vaccino nel caso non riuscissero nell'impresa. Felicity cerca di far ragionare Oliver sul fatto che sacrificare la propria vita non è l'unico modo per sconfiggere Ra's; deve combattere per vivere.Il padre di Laurel decide infine di collaborare. Un emissario di Ra's raggiunge Oliver e gli comunica che il suo padrone lo aspetta alla diga di Starling City. L'emissario avverte che l'unico modo per vincere è battere Ra's al duello. Diggle trova un uomo con una valigetta e crede contenga il virus; purtroppo non ci riesce, ma Thea arriva in suo aiuto indossando il costume di Arsenal e colpendolo con una freccia. Tuttavia, la valigetta risulta vuota: Ra's sta usando i suoi stessi uomini per diffondere il virus.Ray inizia a lavorare su una soluzione per diffondere facilmente l'antidoto attraverso la nanotecnologia. Oliver raggiunge Ra's alla diga e i due iniziano a combattere. Anche i poliziotti arrivano con l'ordine di ucciderli entrambi poiché sono responsabili del caos in città. Lance informa Felicity che non vuole che Oliver venga ucciso mentre cerca di salvare Starling City.Nei flashback ambientati a Hong Kong, Oliver affronta i soldati di Shrieve utilizzando arco e frecce. Dopo la morte del piccolo Akio, Maseo uccide Shrieve come atto finale contro le ingiustizie subite.Tornando agli eventi presenti, Oliver riesce a sconfiggere Ra's al Ghul mentre questi gli consegna l'anello che lo rende ufficialmente erede del Demone. Dopo averlo ucciso, Oliver cade dalla diga sotto i colpi della polizia ma viene salvato da Felicity indossando la tuta di Ray.Il vaccino viene diffuso in tutta Starling City e Oliver si riunisce ai suoi compagni ringraziandoli; riconosce che la sua vittoria è stata possibile grazie al loro aiuto. Sentendosi pronto ad abbandonare le vesti da giustiziere poiché Ra's gli ha tolto l'identità di Arrow, comunica a Felicity che non può essere Arrow e stare con lei contemporaneamente.Diggle esprime felicità per lui ma confessa di avere difficoltà a superare ciò che è accaduto tra loro. Nel flashback finale, Oliver saluta Tatsu mentre lei decide di trasferirsi a Kumamoto; lui invece sceglie di viaggiare verso una meta ignota, affermando di non essere ancora pronto a tornare a casa dopo tutto ciò che è successo a Hong Kong.Oliver consegna l'anello di Ra's al Ghul a Malcolm, designandolo come nuova Testa del Demone. Secondo la leggenda, chi sopravvive alla spada di Ra's al Ghul può prendere il suo posto; poiché Malcolm è ancora vivo dopo essere stato torturato da Ra's, soddisfa i requisiti necessari per guidare la Lega.Thea dice a suo padre che nonostante le tensioni tra loro, lui l'ha resa più forte. Infine, Ray cerca di migliorare la sua tuta per la diffusione dell'antidoto al virus ma qualcosa va storto e provoca un'esplosione nei laboratori Palmer Technologies. A fine episodio si vede Malcolm nei panni di Ra's al Ghul; Nyssa gli promette vendetta per la morte di Sara mentre Felicity e Oliver lasciano Starling City insieme, con Oliver finalmente felice.
- Guest star: Grant Gustin (Barry Allen/Flash), Brandon Routh (Ray Palmer/Atom), Matt Nable (Ra's al Ghul), Katrina Law (Nyssa al Ghul), Rila Fukushima (Tatsu Yamashiro), Karl Yune (Maseo Yamashiro), Marc Singer (generale Matthew Shrieve), Brandon Nomura (Akio Yamashiro), Keri Adams (giornalista Bethany Snow), Christopher Heyerdahl (assistente di Damien Darhk)
- Ascolti USA: 2 830 000 telespettatori – share 18-49 anni 4%[46]
- Ascolti Italia: 1 621 000 telespettatori – share 6.95%[47]